# Помпано-Истейтс (Флорида)
Помпано-Истейтс (англ. Pompano Estates) — статистически обособленная местность, расположенная в округе Брауард (штат Флорида, США) с населением в 3367 человек по статистическим данным переписи 2000 года.

## География
По данным Бюро переписи населения США статистически обособленная местность Помпано-Истейтс имеет общую площадь в 1,29 квадратных километров, водных ресурсов в черте населённого пункта не имеется.

## Демография
По данным переписи населения 2000 года в Помпано-Истейтс проживало 3367 человек, 710 семей, насчитывалось 965 домашних хозяйств и 1559 жилых домов. Средняя плотность населения составляла около 2610,08 человек на один квадратный километр. Расовый состав населённого пункта распределился следующим образом: 34,69 % белых, 52,81 % — чёрных или афроамериканцев, 0,30 % — коренных американцев, 0,36 % — азиатов, 0,03 % — выходцев с тихоокеанских островов, 9,41 % — представителей смешанных рас, 2,41 % — других народностей. Испаноговорящие составили 10,63 % от всех жителей статистически обособленной местности.
Из 965 домашних хозяйств в 39,7 % воспитывали детей в возрасте до 18 лет, 43,7 % представляли собой совместно проживающие супружеские пары, в 22,0 % семей женщины проживали без мужей, 26,4 % не имели семей. 21,2 % от общего числа семей на момент переписи жили самостоятельно, при этом 8,3 % составили одинокие пожилые люди в возрасте 65 лет и старше. Средний размер домашнего хозяйства составил 3,32 человек, а средний размер семьи — 3,86 человек.
Население статистически обособленной местности по возрастному диапазону по данным переписи 2000 года распределилось следующим образом: 32,8 % — жители младше 18 лет, 9,5 % — между 18 и 24 годами, 24,6 % — от 25 до 44 лет, 18,6 % — от 45 до 64 лет и 14,5 % — в возрасте 65 лет и старше. Средний возраст жителей составил 32 года. На каждые 100 женщин в Помпано-Истейтс приходилось 94,2 мужчин, при этом на каждые сто женщин 18 лет и старше приходилось 94,1 мужчин также старше 18 лет.
Средний доход на одно домашнее хозяйство статистически обособленной местности составил 28 750 долларов США, а средний доход на одну семью — 27 147 долларов. При этом мужчины имели средний доход в 26 045 долларов США в год против 16 939 долларов среднегодового дохода у женщин. Доход на душу населения статистически обособленной местности составил 28 750 долларов в год. 24,9 % от всего числа семей в населённом пункте и 32,5 % от всей численности населения находилось на момент переписи населения за чертой бедности, при этом 47,7 % из них были моложе 18 лет и 22,1 % — в возрасте 65 лет и старше.